# Galle (Marskrater)
Der Krater Galle ist ein Einschlagkrater auf dem Mars. Er wurde 1973 von der Internationalen Astronomischen Union offiziell nach dem Astronomen Johann Gottfried Galle benannt.

## Eigenschaften

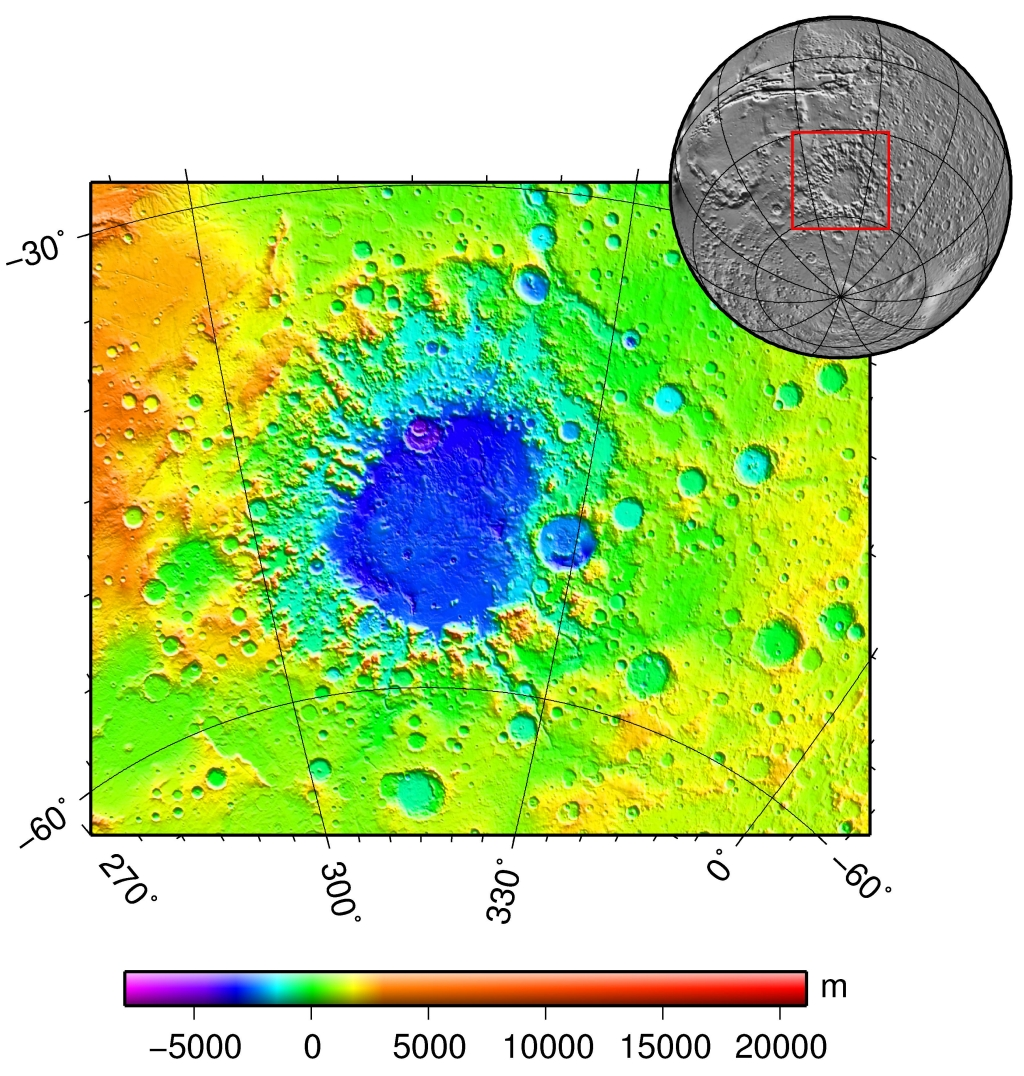
Krater Galle im Osten von Argyre Planitia

Galle hat einen Durchmesser von etwa 224 Kilometern. Er liegt bei 31° W (329° O) und 51° S – auf dem östlichen Rand des noch weit größeren Kraters Argyre Planitia.
Die umgangssprachliche Bezeichnung Happy Face geht auf sein Aussehen zurück: die Formation im Inneren des Kraters erinnert zusammen mit seinem Wall an einen Smiley.

## Rezeption
Da das Smiley ein Schlüsselmotiv in Alan Moores Graphic Novel Watchmen ist, wurde der Krater als ein Handlungsort gewählt. Laut dem Zeichner Dave Gibbons war die Ähnlichkeit mit einem Smiley zu schön um wahr zu sein. Der Krater ist auch ein Ort der Handlung in der Verfilmung des Comics.